# Trichiura ilicis
Trichiura ilicis is een vlinder uit de familie spinners. De wetenschappelijke naam is voor het eerst geldig gepubliceerd in 1866 door Rambur.
De soort komt voor in Europa.